# Bruxisme

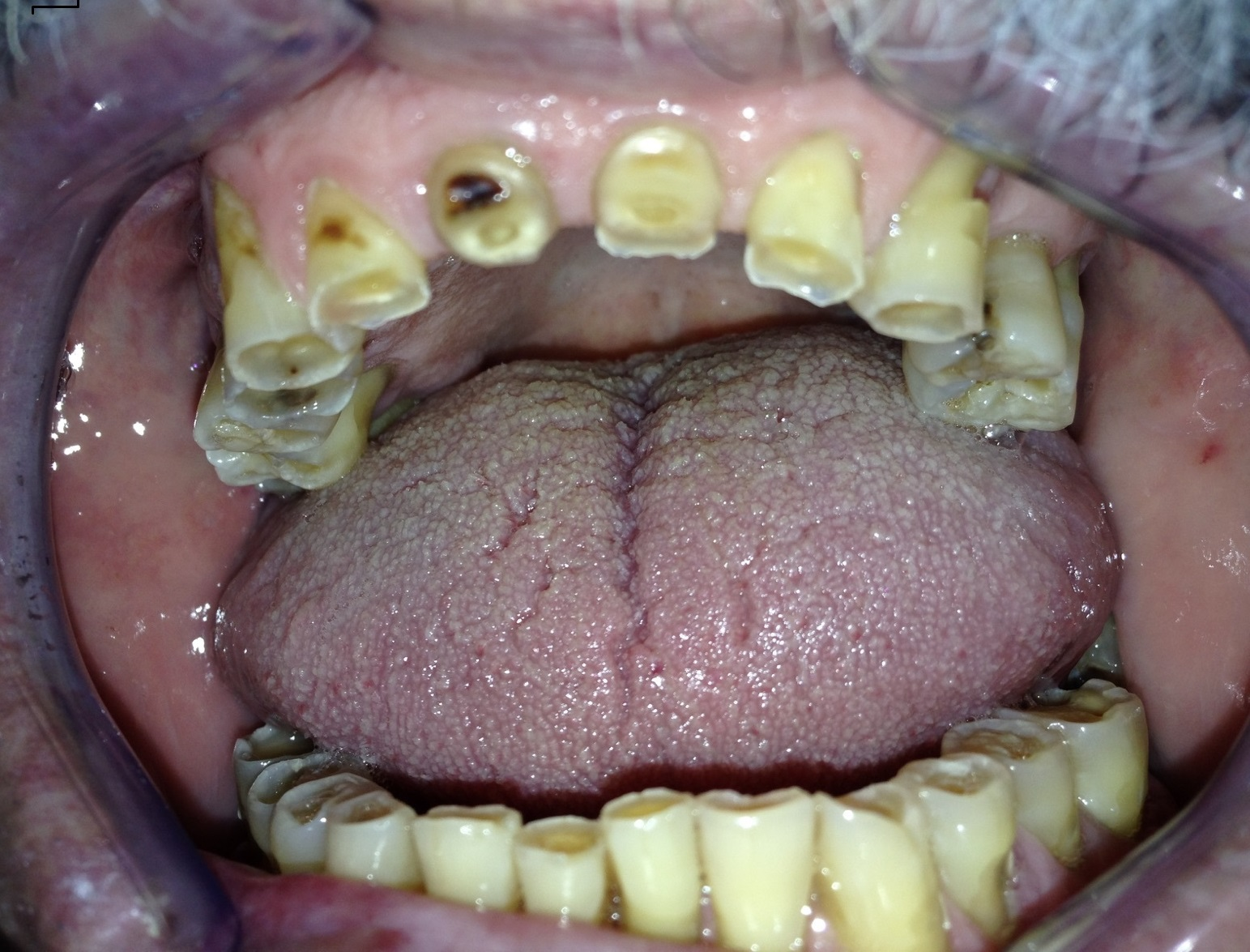
Cas avançat de bruxisme

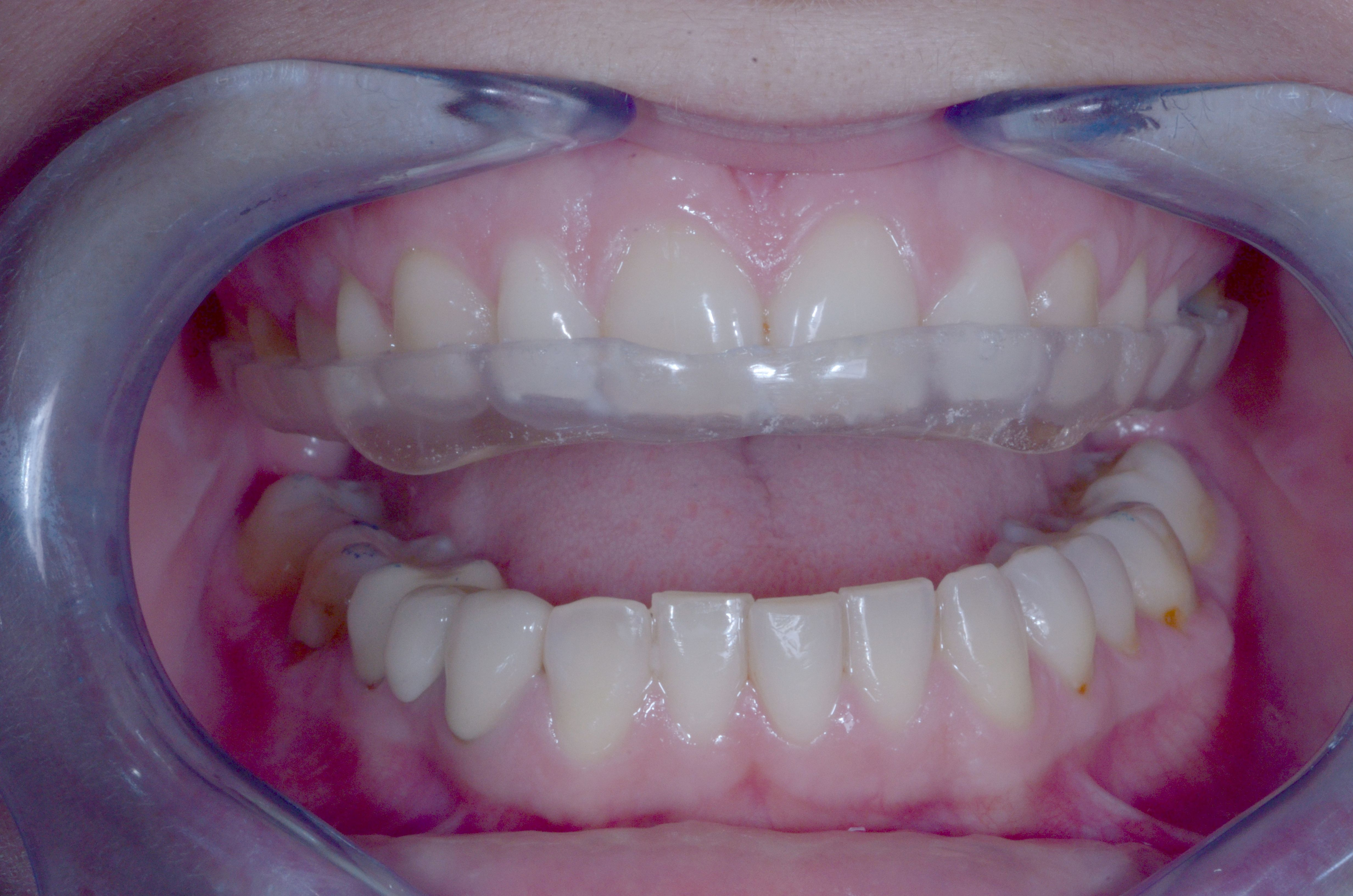
Fèrula de descàrrega col·locada en la boca del pacient.

El bruxisme és l'hàbit inconscient que comporta un fregament de les dents durant la nit o el dia. Sol ser conseqüència de situacions que requereixen una gran concentració o molta tensió i hi reaccionem de manera inconscient serrant les dents. Les preocupacions, l'estrès, l'ansietat, etc., fan reproduir els moviments del remugar i, quan aquesta acció esdevé molt continuada, les conseqüències acaben apareixent i el deteriorament de les funcions de l'aparell mastegador es fan paleses, espacialment sobre l'articulació que enllaça la mandíbula a l'os del crani (articulació temporomandibular o ATM).

## Causes
Tret del moment de mastegar o empassar, les dents no haurien d'estar en contacte. Si això succeeix sovint, se sotmet tot l'aparell mastegador a un sobreesforç que, de mica en mica, el va malmetent: els músculs de la cara, els del coll i tots els que envolten els maxil·lars queden contracturats; l'articulació de la mandíbula es desgasta; les dents suporten forces desmesurades i alienes a la seva funció; les genives pateixen per una deficient circulació sanguínia i, conseqüentment, tot el sistema es desequilibra.
La clau per disminuir els efectes d'aquest trastorn neurofisiològic serà el diagnòstic precoç. L'evolució estarà en funció del temps d'instauració de l'hàbit, del desgast dental i dels altres símptomes associats. També, a fi de protegir les dents, l'odontòleg aconsellarà la col·locació d'una fèrula oclusal, sobretot durant la nit.
Aquesta protecció està feta d'acrílic i l'objectiu del seu ús és evitar el desgast de les dents i ajudar a descontracturar la musculatura. Tot i que la fèrula oclusal també pot ser superior, és recomanable que, des del punt de vista de la circulació energètica a través del nostre organisme, es col·loqui a la mandíbula inferior per no interferir en els eixos de les frontisses cranials.

## Símptomes principals
Si es noten amb insistència tres o més dels símptomes que es detallen seguidament, es pot pensar que se serren les dents més del compte:
- Nota sorolls en obrir i tancar la boca
- Té dolor a la mandíbula o se li eixampla el rostre per un engrandiment dels músculs
- Les dents i les genives s'han tornat més sensibles
- Té desgast de l'esmalt dental i les dents no encaixen correctament com abans
- Acostuma a tenir mal de cap i dolor a les cervicals
- S'aixeca al matí amb malestar o molèsties a la zona bucal
- Li han dit que durant la nit fa sorolls en fregar les dents
- Se li ha trencat alguna dent o queixal o li cauen les fundes i empastaments
- Es mossega la llengua amb freqüència i nota mobilitat a les dents
- Es queixa de mal d'orella o de sorolls al seu interior

## Accions per reduir-ho
Com a mesura de prevenció seria bo evitar:
- Mastegar xiclets
- Mossegar-se les ungles
- Mastegar per un sol costat
- Avançar la mandíbula inferior endavant
- No reimplantar les dents perdudes
- Males postures de coll i esquena en seure
- Dormir amb coixins inadequats
- Prendre excitants com el cafè o veure programes de televisió violents abans d'anar a dormir

Tanmateix, és fonamental aprendre a desactivar la tensió corporal a través de la pràctica de la relaxació, per retrobar una sana tonificació muscular i psíquica i trobar l'equilibri entre la tensió i la distensió.